# 7235 Hitsuzan
7235 Hitsuzan (1986 UY) là một tiểu hành tinh vành đai chính được phát hiện ngày 30 tháng 10 năm 1986 bởi T. Seki ở Geisei.